# Min älskling
Min älskling, med inledningsorden "Min älskling, du är som en ros en nyutsprungen, skär", är en visa av Evert Taube, publicerad första gången i Ballader i Bohuslän 1943.
I en kommentar till texten skriver Taube ”…fri tolkning av den skotske poeten Robert Burns dikt med samma ämne”. Taube uppger alltså Robert Burns som källa, men flera tidigare tolkningar till svenska finns: Gustaf Retzius och Elisabeth Retzius som "Min vän är lik en röd, röd ros" i Några dikter af Robert Burns (1872) och den svenske poeten Erik Blomberg som "En röd, röd ros" i antologin Tolkningar av engelsk och tysk lyrik 1926. Burns, å sin sida, hade också inspirerats av ett äldre original. Taubes melodi är en argentinsk tango milonga.
Taube spelade in sången tillsammans med Brudvals på grammofon den 28 juni 1943.
| Robert Burns A Red, Red Rose (1794)                                                                                        | Erik Blomberg En röd, röd ros (1926)                                                                             | Evert Taube Min älskling (1943)                                                                    |
| --- | --- | -------------------------------------------------------------------------------------------------- |
| O my Luve's like a red red rose, That's newly sprung in June; O my Luve's like the melodie, That's sweetly played in tune. | O min kära är lik en röd, röd ros, utsprungen en junidag, och min kära är lik en melodi av stämningsfullt behag. | Min älskling du är som en ros, en nyutsprungen skär, ja som den ljuvaste musik, min älskade du är! |